# 聖鬥士星矢 (電影)
《聖鬥士星矢》（英語：Knights of the Zodiac）是一部2023年由日本與美國合作拍攝的奇幻動作片，托马什·巴金斯基執導，喬許·坎貝爾、馬修·史都肯和基爾·莫瑞共同編劇。該片改編自車田正美的同名漫畫，主演包括新田真劍佑、芳姬·詹森、麥蒂森·艾斯曼、迪亞哥·提諾可、馬克·德可斯可、尼克·斯塔爾和西恩·賓。
電影2023年4月28日於日本上映，美國則於2023年5月12日上映。電影收穫負面為主的評價，視覺特效、製作、編劇、敘事遭受影評界的抨擊，商業表現慘澹無法達成收支平衡而成為票房炸彈。

## 劇情
一個對體內寄宿著名為「小宇宙」（Cosmo）力量毫不知情的的青年星矢（Seiya）。一邊尋找失散多年的姐姐，一邊以地下格鬥為生的他，有一天在一場戰鬥中釋放出「小宇宙」繼而被一個神秘組織盯上了。而且他們正狙擊著一個有著強大「小宇宙」、名為席安娜（Sienna）的少女的性命。出生在天馬星下的星矢，其使命就是保護「智慧」與「戰鬥」女神「雅典娜」的轉世席安娜，並拯救世界。當他意識到自己隱藏的力量之時，他成為了拯救這個世界的“聖鬥士”。

## 演員
- 新田真劍佑飾演天馬座星矢
- 芳姬·詹森飾演古拉杜（Guraad，日語配音：井上喜久子）
- 麥蒂森·艾斯曼飾演席安娜／雅典娜（Sienna / Athena，日語配音：潘惠美）
- 迪亞哥·提諾可（英语：Diego Tinoco）飾演鳳凰座一輝（Nero the Phoenix Knight，日語配音：浪川大輔）
- 馬克·德可斯可飾演麥洛克（Mylock，日語配音：咲野俊介）
- 尼克·斯塔爾飾演卡西歐士（Cassios，日語配音：小松史法）
- 西恩·賓飾演阿爾曼·城戶（Alman Kiddo，日語配音：磯部勉）
- 凱特琳·赫特森（Caitlin Hutson）飾演鷲星座瑪琳（Marin the Eagle Knight，日語配音：瀨戶麻沙美）

## 製作
東映動畫的前任董事長森下孝三在2016年巴西漫畫展上宣布將製作《聖鬥士星矢》的真人電影。2017年，宣布該片將由東映動畫與香港製作公司真好電影有限公司共同製作。2021年9月，宣佈新田真劍佑、麥蒂森·艾斯曼、西恩·賓、芳姬·詹森、尼克·斯塔爾、迪亞哥·提諾可和馬克·德可斯可加入演員陣容。該片將由托马什·巴金斯基執導，《科洛弗10號地窖》的編劇喬許·坎貝爾（Josh Campbell）和馬修·史都肯（Matthew Stuecken）共同撰寫劇本。

### 拍攝
主體拍攝於2021年夏季開始進行，拍攝地點包括匈牙利和克羅埃西亞。

## 發行
該片在日本由東映發行，海外地區大多由索尼影視娛樂發行。

## 評價
《聖鬥士星矢》在外界的口碑以負面居多。電影在爛番茄網站上基於22篇影評，新鮮度23%，平均得分4.4／10，網站影評家共識為「動畫做得很好，但令人印象深刻的視覺效果不足以掩蓋《聖鬥士星矢》的破舊情節」。在Metacritic上，根據8位影評人給予35分（滿分100分），這部電影獲得了「普遍負面評價」。。

## 相關事件
2023年5月3日，位於日本仙台的電影院「TOHO CINEMAS」收獲觀眾投訴，本應播放《超級瑪利歐兄弟電影版》的場次，電影院卻誤放成《聖鬥士星矢》，此事造成現場的孩童觀眾受誤放電影的暴力畫面驚嚇大哭，以至於該場次的電影最終臨時中斷。電影院工作人員解釋原因是作業疏失，但因為器材問題也不能重新放映《超級瑪利歐兄弟電影版》，僅能用退票賠償觀眾的損失，相關措施引起觀眾批評，指謫電影院處理措施欠缺誠意。

## 外部連結
- 互联网电影数据库（IMDb）上《聖鬥士星矢》的资料（英文）